# Eleutherodactylus darlingtoni
Eleutherodactylus darlingtoni es una especie de anfibio anuro de la familia Eleutherodactylidae.

## Distribución geográfica
Esta especie es endémica de Haití. Habita entre los 1720 y 2200 m de altitud en el Macizo de la Selle.

## Descripción
Los machos miden hasta 41 mm y las hembras hasta 39 mm.

## Etimología
Esta especie lleva el nombre en honor a Philip Jackson Darlington Jr. (1904–1983).

## Publicación original
- Cochran, 1935 : New reptiles and amphibians collected in Haiti by P. J. Darlington. Proceedings of the Boston Society of Natural History, vol. 40, p. 367-376.[5]